# Плевенский медицинский университет
Плевенский медицинский университет — государственное высшее учебное заведение Болгарии, основанное в 1974 году в г. Плевене.

## История

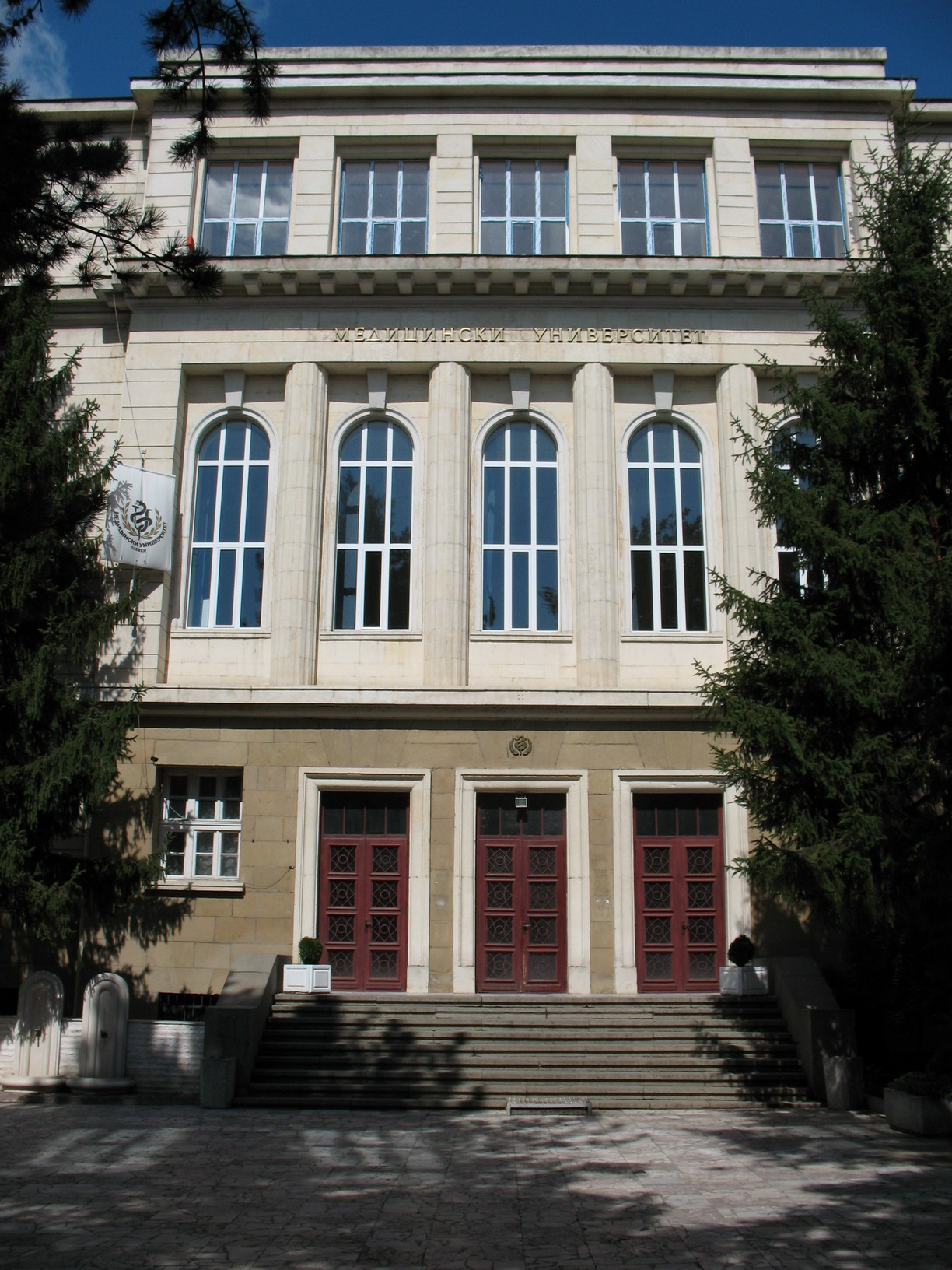

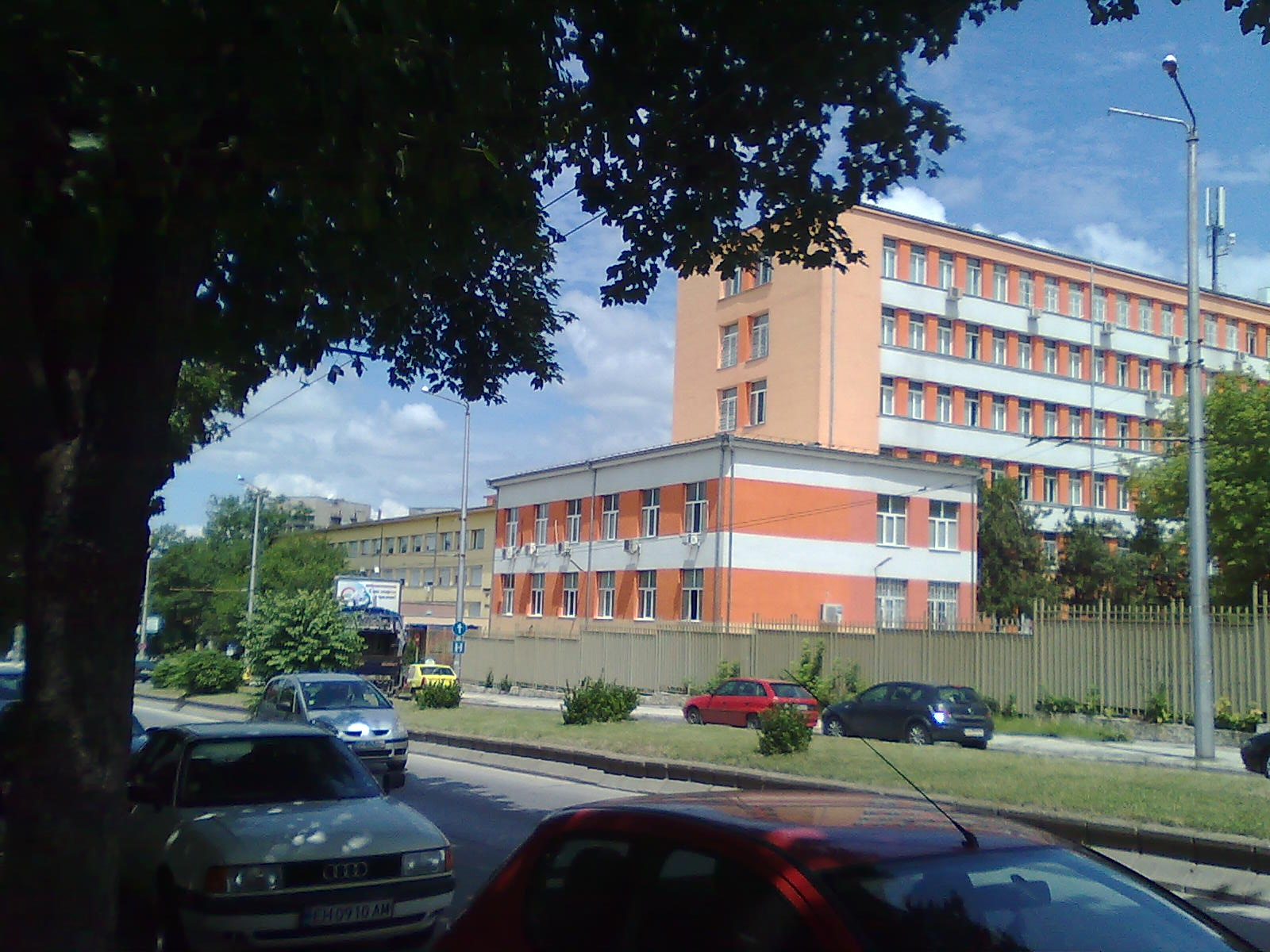
Университетский госпиталь доктора Георги Странского

Создан на базе бывшей областной больницы, основанной в 1865 году.
В университете обучается около 750 студентов, работают 340 научных сотрудников.
Структурно разделён на 2 факультета.
- Медицинский факультет по специальности «Лечебное дело»;
- Факультет общественного здравоохранения со следующими специальностями:
  - Управление здравоохранением:
  - Медицинская реабилитация и трудотерапия;
- Медицинский колледж Плевен со следующими специальностями:
  - Лаборант медицинской лаборатории;
  - Лаборант рентгенологической лаборатории;
  - Социальный работник.

Имеются два общежития на 315 мест в двух- и трехместных номерах.
Медицинский университет Плевена объединяет большой комплекс учебных подразделений, современную доклиническую базу и две университетские больницы — Университетский госпиталь «Доктор Георгий Странски» и Университетскую больницу «Св. Марина» в Плевене. Всего на территории университета и университетских баз расположены три роботизированных комплекса — для обучения, исследований и лечения в области гинекологии, урологии и общей хирургии.
Известен как первый университет в Болгарии, который в 1997 году ввёл медицинскую подготовку иностранных студентов на английском языке. На данный момент осуществлено 15 выпускников зарубежных врачей, которые успешно занимаются профессиональной деятельностью во всём мире — США, Европе, Индии и Австралии.